# 圣费雷奥尔
圣费雷奥尔（西班牙語：San Ferreol），是西班牙加泰罗尼亚赫罗纳省的一个市镇。总面积42.26平方公里，总人口231人（2013年），人口密度5.5人/平方公里。